# Observatorio Astrofísico de Şamaxı
El Observatorio Astrofísico de Şamaxı, nombrado en memoria de Nasīr al-Dīn al-Tūsī (en azerí: Nəsirəddin Tusi adına Şamaxı Astrofizika Rəsədxanası) - es un observatorio localizado en Şamaxı, en el sureste del Gran Cáucaso. Es la base del sector de “Astrofísica” de la Institución de Físicas de la Academia Nacional de Ciencias de Azerbaiyán, y está situado aproximadamente a 22 km del centro de Şamaxı y a 144 km de Bakú, a una altitud de 1435 m.

## Historia
La construcción del observatorio empezó en 1958 y se inauguró oficialmente el 13 de enero de 1960. El científico azerbayano Yusif Mammadaliyev tuvo un gran papel en la fundación del observatorio.
Durante el periodo soviético, el observatorio midió la polarización electromagnética del Cometa d'Arrest.
En el año 1991, el observatorio recibió su nombre actual en honor de Nasīr al-Dīn al-Tūsī, un matemático, físico y astrónomo de la Edad Media.
En septiembre del año 2008 se renovaron el observatorio, la sala de exposición, el museo, las salas de conferencia, seis edificios para telescopios y el edificio administrativo principal.

## Telescopios
El instrumento principal – el telescopio reflector producido en Alemania, con un espejo de 2 metros de diámetro, fue el primer gran telescopio del sur del Cáucaso. También cuenta con los siguientes instrumentos:
- Telescopio solar horizontal con un espejo principal de 50 cm de diámetro, para investigaciones espectrales de atmósfera solar;
- Telescopio AFR-2 con dimensiones de 20/13 cm;
- Telescopio AZT-8 con un espejo de 70 cm de diámetro;
- Telescopio de la compañía Carl Zeiss, con un espejo de 60 cm de diámetro;
- Telescopio de Maksútov, con 35 cm de diámetro.

En el año 2013 se añadió al observatorio el telescopio AZT-15 Schmidt.

## Galería

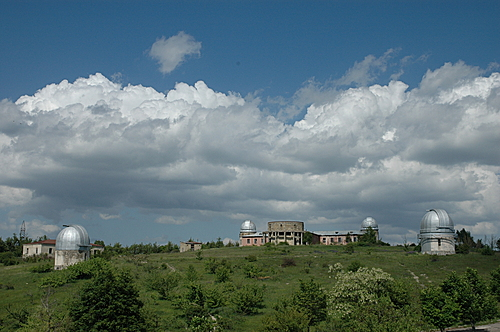
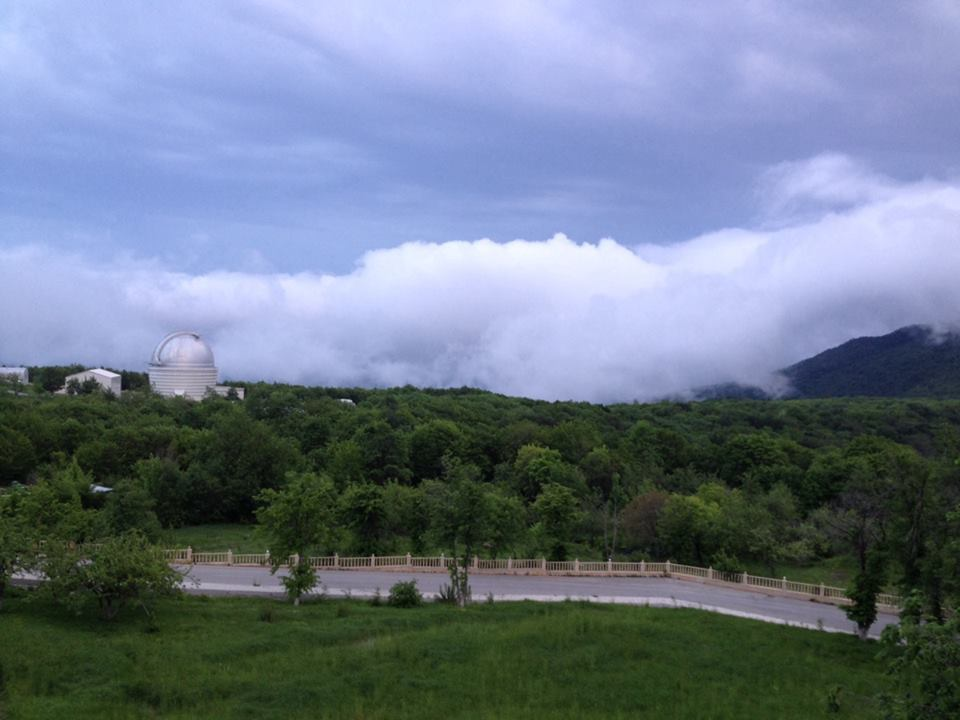
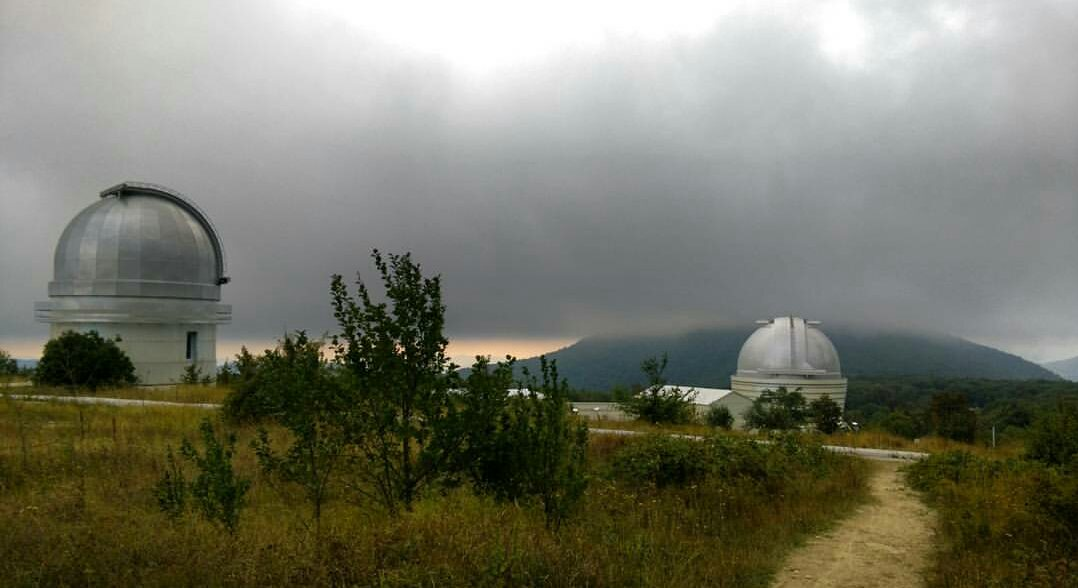
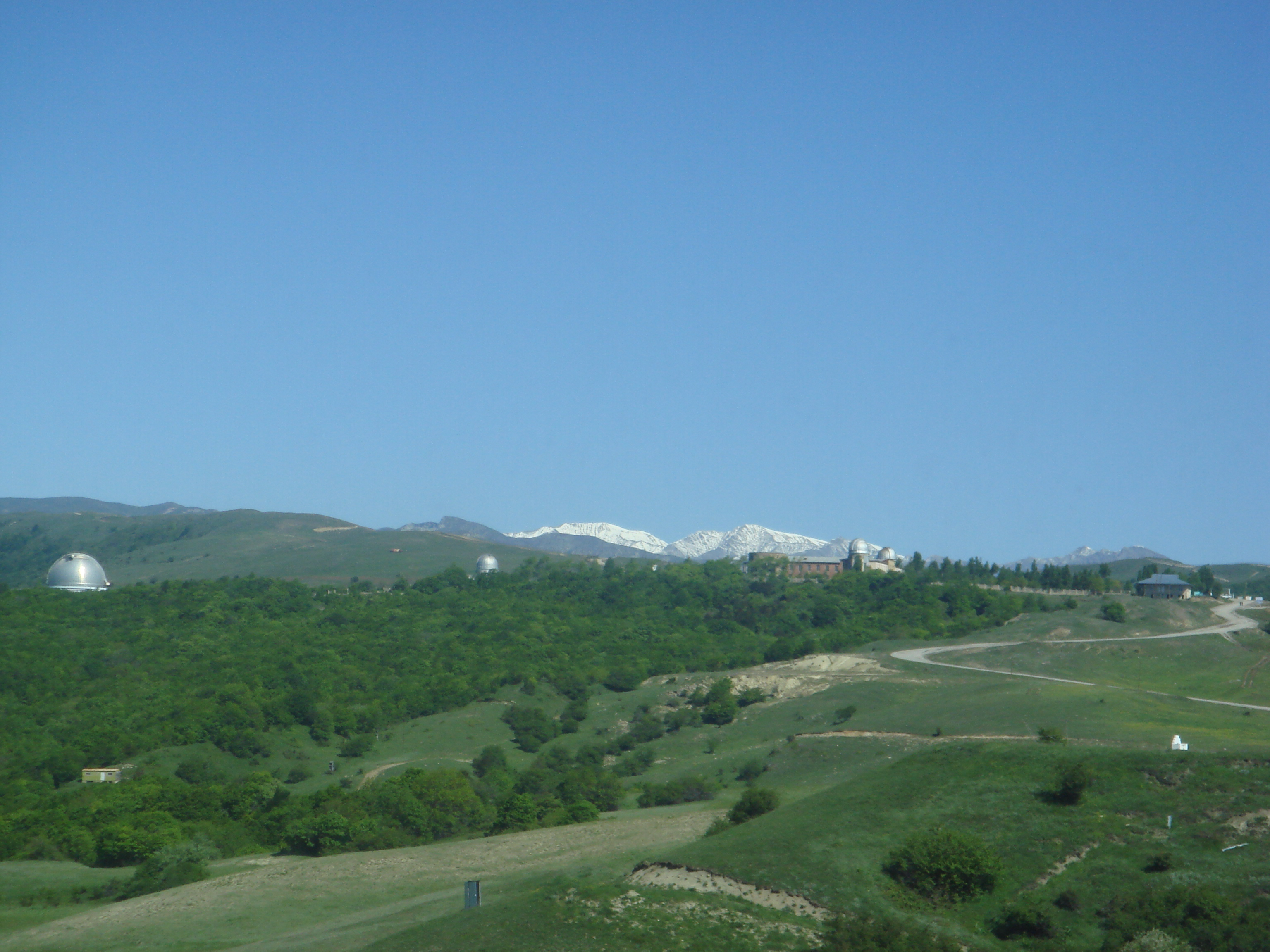
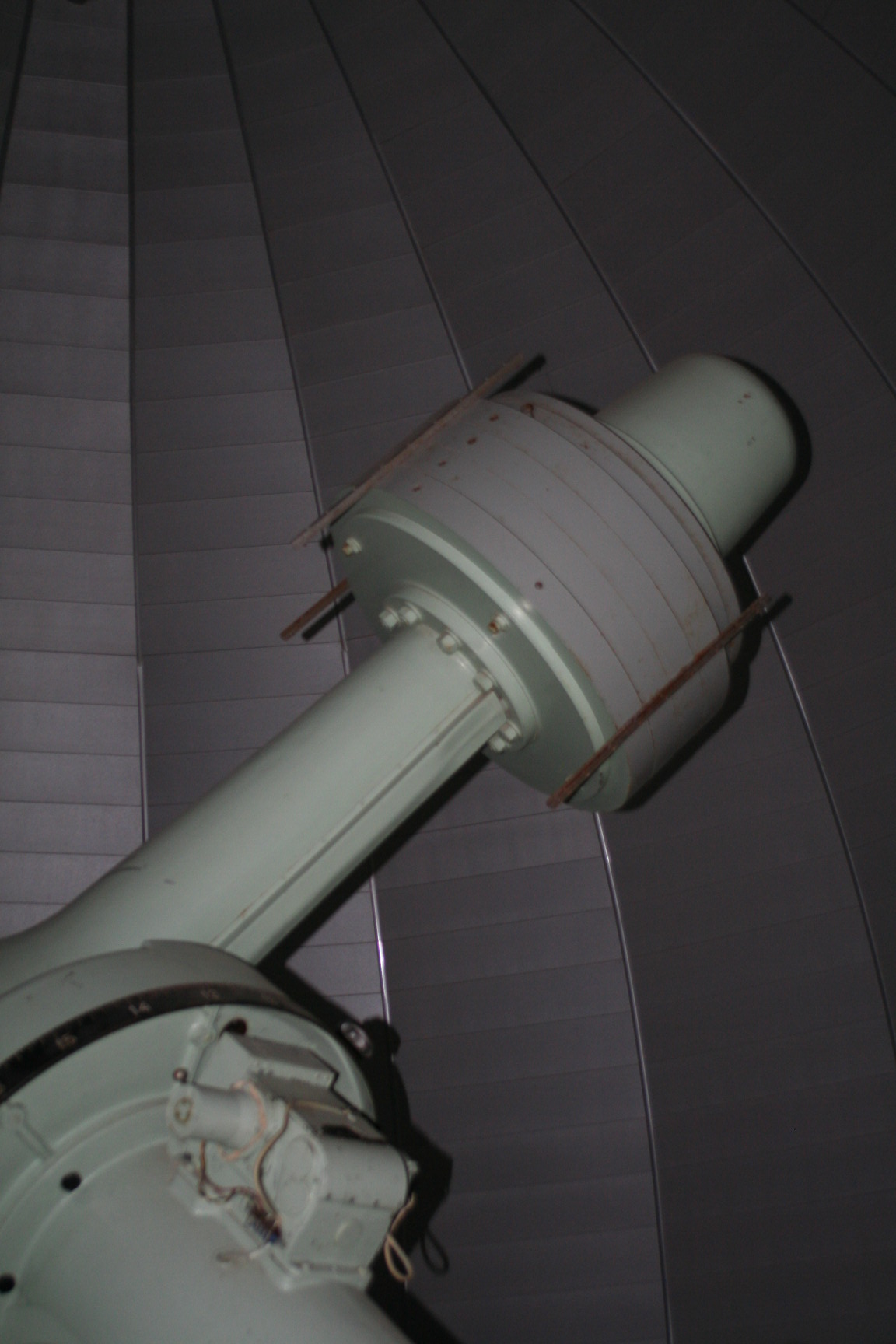
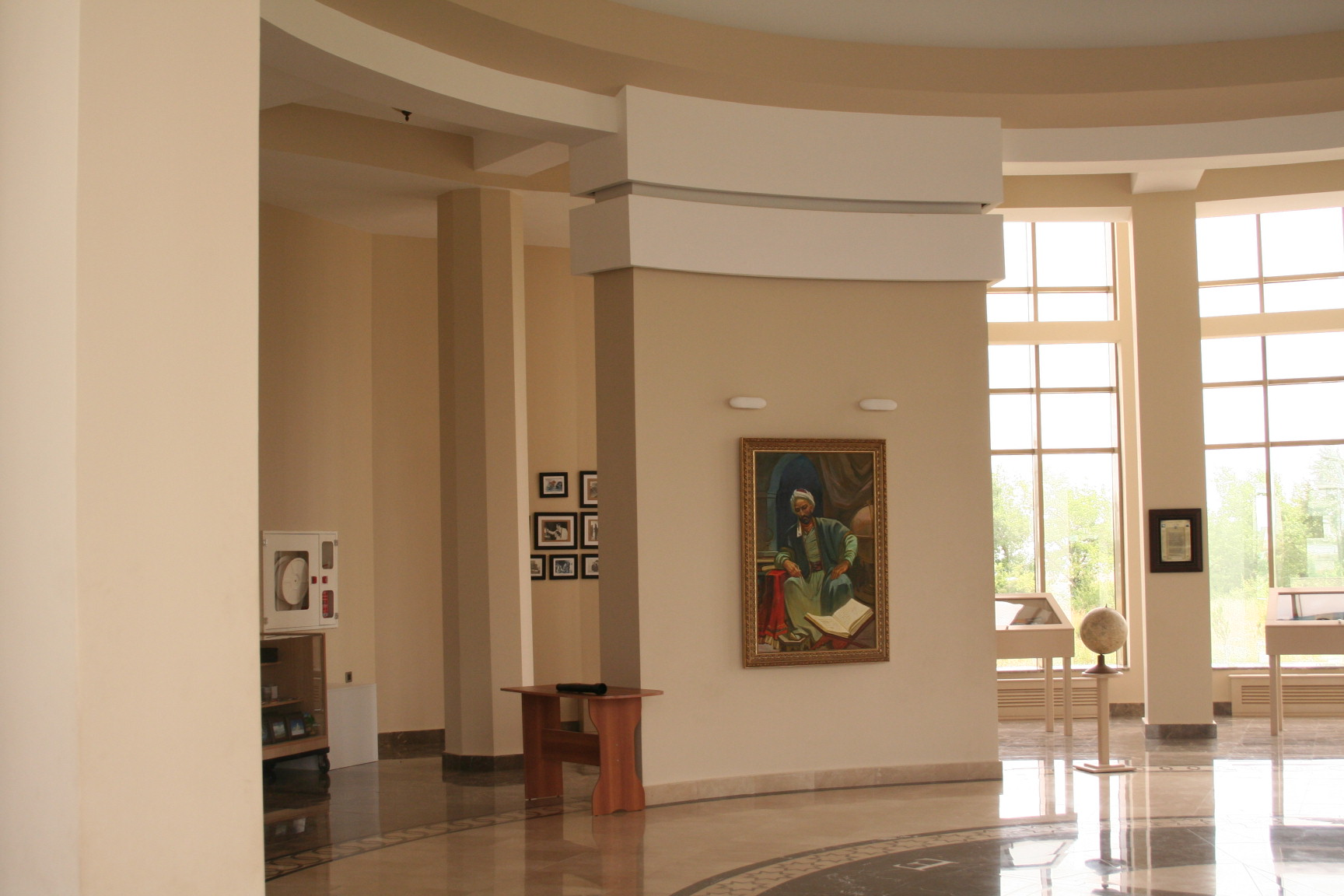

## Trabajadores famosos del observatorio
- Nadir Ibrahimov